# Eugenia aboukirensis
Eugenia aboukirensis là một loài thực vật thuộc họ Myrtaceae. Đây là loài đặc hữu của Jamaica.